# Vijflijnenkardinaalbaars
De vijflijnenkardinaalbaars (Cheilodipterus quinquelineatus) is een  straalvinnige vissensoort uit de familie van kardinaalbaarzen (Apogonidae). De wetenschappelijke naam van de soort is voor het eerst geldig gepubliceerd in 1828 door Cuvier.